# National Review
National Review (NR) ist eine konservativ-rechtslibertäre politische Zeitschrift in den Vereinigten Staaten. Sie hat ihren Redaktionssitz in New York City und erscheint zweiwöchentlich. Die Online-Version National Review Online bezeichnet sich selbst als „Amerikas meistgelesenes Magazin und Website für konservative Nachrichten, Kommentar und Meinung“. (“America’s most widely read and influential magazine and web site for conservative news, commentary, and opinion.”) Gegründet wurde sie 1955 vom konservativen Autor William F. Buckley, Jr.
Die gedruckte Version der Zeitschrift ist für Abonnenten auch online lesbar.

## Geschichte
Die Geschichte des National Review ist eng mit der Entwicklung der konservativen Bewegung in den USA nach dem Zweiten Weltkrieg verknüpft. William F. Buckley Jr., Absolvent der Ivy-League in Yale und späterer CIA-Mitarbeiter, kritisierte die seiner Meinung nach zu liberale Einstellung seiner Universität und fiel erstmals mit seinem Buch God and Man at Yale auf. Mit einer Gruppe von Autoren, bestehend aus Traditionalisten, katholischen Intellektuellen, Rechtslibertären und Ex-Kommunisten, gründete Buckley 1955 die Zeitschrift.

## Inhalte und Positionen
Eine der zentralen Überzeugungen des National Review ist, dass eine zentralisierte Regierung nur existieren sollte, um das Leben, die Freiheit und das Eigentum der Bürger zu schützen. Er vertritt die Meinung, alle weiteren Aktivitäten des Parlaments beschnitten die Freiheit und behinderten den Fortschritt im Land. Der National Review beschreibt sich selbst als libertär.
Die Seite AllSides, die Wertungen der politischen Richtung US-amerikanischer Medien vornimmt, schreibt, der NR habe einen „weit rechten Einschlag“ („far right bias“).
Im Januar 2016 erklärte sich die Redaktion des National Review in einem Leitartikel gegen Donald Trump. Dessen Präsidentschaftskandidatur sei aus konservativer Sicht nicht zu unterstützen. Trump sei ein Opportunist und „eine Bedrohung für den amerikanischen Konservatismus, da er auf der Arbeit von Generationen herumtrampeln“ würde, um einen „rücksichtslosen und rohen Populismus“ zu vertreten.

## Autoren
- William F. Buckley, Jr., Chefredakteur und Gründer
- James Burnham
- John Chamberlain
- Whittaker Chambers
- Ann Coulter
- Dinesh D’Souza
- David Frum
- Jonah Goldberg, NRO Chefredakteur
- Joan Didion
- Russell Kirk
- Eugene Lyons
- Ludwig von Mises
- Revilo P. Oliver
- William S. Schlamm
- Mark Steyn
- Richard Brookhiser